# Caffè macchiato
Caffè macchiato [kafˈfɛ makˈkjaːto], espresso macchiato – rodzaj kawy; espresso z dolaną niewielką ilością mleka. Macchiato z języka włoskiego oznacza „splamiony”, co prowadzi do nazwy „espresso splamione mlekiem”.

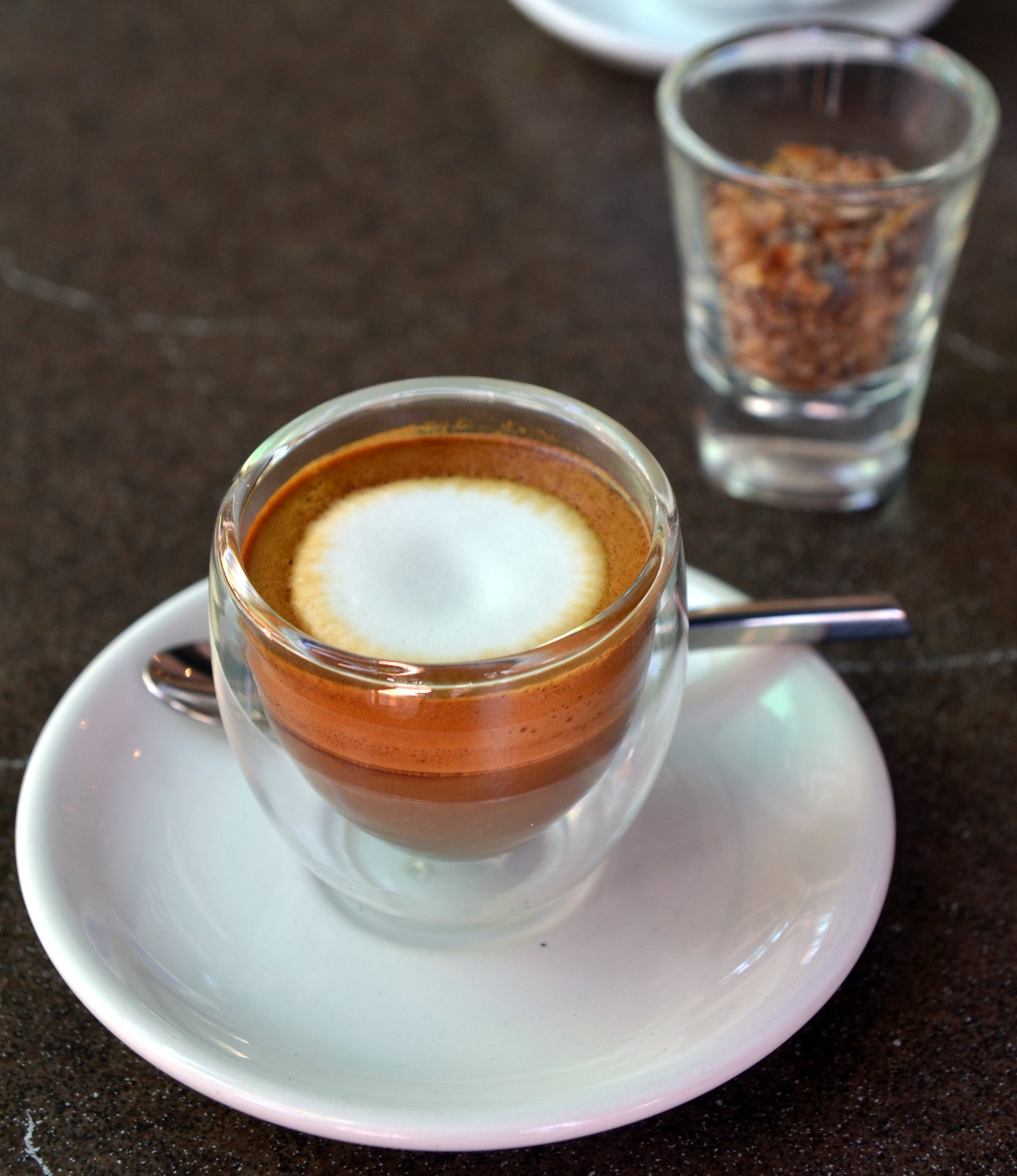
Espresso Macchiato